# Барда (река, впадает в Воткинское водохранилище)
Барда — река в России, протекает в Чайковском районе Пермского края. Устье реки находится в 358 км по левому берегу Воткинского водохранилища на Каме. Длина реки составляет 19 км.
Протекает на юго-западе края. Исток находится в лесу севернее деревни Ваньки. Река течёт на юго-запад, всё течение проходит по ненаселённому лесу. Приток - Шумчиха (левый). Впадает в Воткинское водохранилище в 9 км к северо-востоку от центра города Чайковский.

## Данные водного реестра
По данным государственного водного реестра России относится к Камскому бассейновому округу, водохозяйственный участок реки — Кама от Камского гидроузла до Воткинского гидроузла, речной подбассейн реки — бассейны притоков Камы до впадения Белой. Речной бассейн реки — Кама.
По данным геоинформационной системы водохозяйственного районирования территории РФ, подготовленной Федеральным агентством водных ресурсов:
- Код водного объекта в государственном водном реестре — 10010101012111100015254
- Код по гидрологической изученности (ГИ) — 111101525
- Код бассейна — 10.01.01.010
- Номер тома по ГИ — 11
- Выпуск по ГИ — 1